# Kohek
Kohek je priimek v Sloveniji, ki ga je po podatkih Statističnega urada Republike Slovenije na dan 1. januarja 2010 uporabljalo 228 oseb.

## Znani nosilci priimka
- Majda Kohek (*1943), igralka
- Miran Kohek (*1954), karikaturist